# Sodiq Yusuff
Sodiq Yusuff (Lagos, 19 de maio de 1993) é um lutador nigeriano de artes marciais mistas que atualmente compete na categoria peso-pena do Ultimate Fighting Championship.

## Carreira no MMA

### Ultimate Fighting Championship
Yusuff fez sua estreia no UFC em 1 de Dezembro de 2018 no UFC Fight Night: dos Santos vs. Tuivasa contra Suman Mokhtarian. Ele venceu via nocaute técnico no primeiro round.
Sua segunda luta veio em 30 de Março de 2019 contra Sheymon Moraes, no UFC on ESPN: Barboza vs. Gaethje. Ele venceu via decisão unânime.
Yusuff enfrentou Gabriel Benítez em 17 de Agosto de 2019 no UFC 241: Cormier vs. Miocic 2. Ele venceu via nocaute técnico no primeiro round.

## Cartel no MMA
| Cartel no MMA   |             |            |
| 14 lutas        | 12 vitórias | 2 derrotas |
| Por nocaute     | 6           | 1          |
| Por finalização | 0           | 0          |
| Por decisão     | 6           | 1          |

| Res.    | Cartel | Oponente         | Método                   | Evento                                  | Data       | Round | Tempo | Local                      | Notas                                 |
| ------- | ------ | ---------------- | ------------------------ | --------------------------------------- | ---------- | ----- | ----- | -------------------------- | ------------------------------------- |
| Derrota | 13-3   | Edson Barboza    | Decisão (unânime)        | UFC Fight Night: Yusuff vs. Barboza     | 14/10/2023 | 5     | 5:00  | Las Vegas, Nevada          | Luta da Noite.                        |
| Vitória | 13-2   | Don Shainis      | Finalização (guilhotina) | UFC Fight Night: Dern vs. Yan           | 01/10/2022 | 1     | 0:30  | Las Vegas, Nevada          |                                       |
| Vitória | 12-2   | Alex Caceres     | Decisão (unânime)        | UFC Fight Night: Santos vs. Ankalaev    | 12/03/2022 | 3     | 5:00  | Las Vegas, Nevada          |                                       |
| Derrota | 11-2   | Arnold Allen     | Decisão (unânime)        | UFC on ABC: Vettori vs. Holland         | 10/04/2021 | 3     | 5:00  | Las Vegas, Nevada          |                                       |
| Vitória | 11-1   | Andre Fili       | Decisão (unânime)        | UFC 246: McGregor vs. Cowboy            | 18/01/2020 | 3     | 5:00  | Las Vegas, Nevada          |                                       |
| Vitória | 10-1   | Gabriel Benítez  | Nocaute Técnico (socos)  | UFC 241: Cormier vs. Miocic 2           | 17/08/2019 | 1     | 4:14  | Anaheim, Califórnia        |                                       |
| Vitória | 9-1    | Sheymon Moraes   | Decisão (unânime)        | UFC on ESPN: Barboza vs. Gaethje        | 30/03/2019 | 3     | 5:00  | Filadélfia, Pensilvânia    |                                       |
| Vitória | 8-1    | Suman Mokhtarian | Nocaute Técnico (socos)  | UFC Fight Night: dos Santos vs. Tuivasa | 01/12/2018 | 1     | 2:14  | Adelaide, Austrália        | Estreia no UFC; Performance da Noite. |
| Vitória | 7-1    | Mike Davis       | Decisão (unânime)        | Dana White's Contender Series Season 2  | 24/07/2018 | 3     | 5:00  | Las Vegas, Nevada          |                                       |
| Vitória | 6-1    | Dylan Tuke       | Nocaute Técnico (socos)  | Brave 10                                | 02/03/2018 | 1     | 0:46  | Amman                      |                                       |
| Derrota | 5-1    | Luis Gomez       | Nocaute (socos)          | Titan FC 47                             | 15/12/2017 | 1     | 4:12  | Fort Lauderdale, Flórida   |                                       |
| Vitória | 5-0    | Vadim Ogar       | Nocaute (soco)           | CFFC 66                                 | 05/08/2017 | 1     | 0:30  | Atlantic City, Nova Jersey |                                       |
| Vitória | 4-0    | Chuka Willis     | Decisão (unânime)        | VFC 56                                  | 14/04/2017 | 3     | 5:00  | Omaha, Nebraska            |                                       |
| Vitória | 3-0    | Devin Turner     | Nocaute Técnico (socos)  | VFC 54                                  | 12/09/2016 | 2     | 2:25  | Omaha, Nebraska            |                                       |
| Vitória | 2-0    | John Ramirez     | Decisão (unânime)        | VFC 52                                  | 16/07/2016 | 3     | 5:00  | Omaha, Nebraska            |                                       |
| Vitória | 1-0    | Alvin Mercer     | Nocaute (socos)          | Shogun Fights 14                        | 16/04/2016 | 2     | 0:22  | Baltimore, Maryland        |                                       |